# Májové zákony (Rusko)

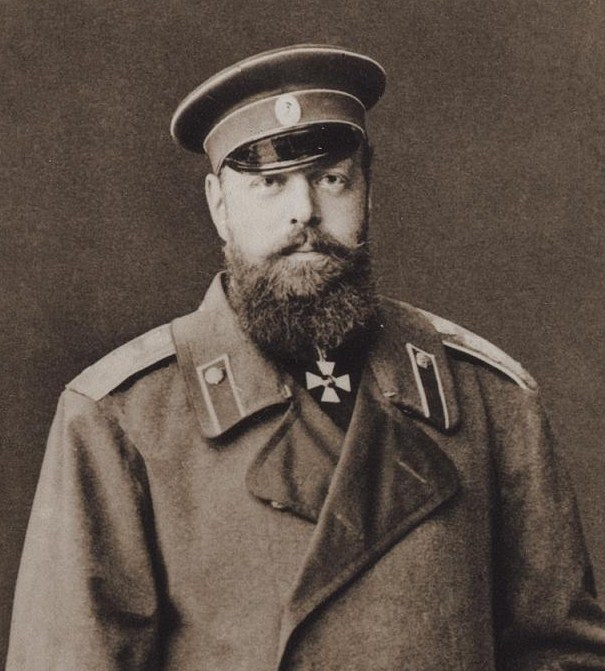
Ruský car Alexandr III., který Májové zákony přijal.

Májové zákony byl soubor protižidovských dekretů přijatý 3.jul nebo 15.greg května 1882 ruským carem Alexandrem III., který měl být „dočasným opatřením“ (Временные правила), avšak zůstal v platnosti až do Únorové revoluce roku 1917.

Tyto zákony odrážely politiku systematické diskriminace židovské populace. Ruskému židovstvu se v důsledku Májových zákonů uzavřely vzdálenější venkovské oblasti. Židé v oblasti Pásma byli vyháněni do městských chudinských oblastí. Byly zavedeny striktní kvóty (numerus clausus) při přijímání Židů na vyšších školách a univerzitách. Židé byli také systematicky vypuzováni z řemesel. Koncem 19. století bylo 40 % Židů v Rusku závislých na dobročinnosti a příspěvcích ze zahraničí. Carův nejbližší poradce hodnotil důsledky těchto zákonů následujícími slovy: 
| „                                                      | Třetina jich vymře, třetina odejde ze země a třetina se dočista rozpustí mezi okolním obyvatelstvem. | “ |
| — Konstantin Pobědonoscev, poradce cara Alexandra III. | |   |

Tyto zákony ve svém důsledku způsobily masovou emigraci. Mezi lety 1881 a 1920 opustilo Ruské impérium více než 2 miliony Židů, z nichž mnoho emigrovalo do Spojených států.